# Talaphorus chlorocercus
El colibrí blanquioliva (Talaphorus chlorocercus), también denominado colibrí blanco y olivo (en Perú), colibrí olivipunteado (en Ecuador) o colibrí moteado (en Colombia), es una especie de ave apodiforme de la familia Trochilidae —los colibríes—la única perteneciente al género monotípico Talaphorus, anteriormente situada en el género Leucippus. Es nativa de la cuenca del Amazonas en América del Sur.

## Distribución y hábitat
Se distribuye a lo largo del río Amazonas y sus afluentes, desde el este de Ecuador, por el este de Perú, extremo sur oriental de Colombia y oeste de Brasil.
Esta especie es considerada de rara a bastante común en sus hábitats naturales, restringidos a las islas fluviales más jóvenes en la cuenca superior del Amazonas y sus afluentes, ocurriendo en bosques arbustivos abiertos y vegetación de sucesión temprana, así como localmente en pastizales en la «terra firme» adyacente; ocurre por debajo de los 400 m de altitud.

## Descripción
Mide alrededor de 10 cm de longitud y pesa en torno a los 6 g. Su plumaje es de color verde metálico en su parte superior y tiene una macha blanca detrás del ojo. Su parte inferior es blanquecina, con un punteado de color verde oliva en el cuello. La cola es verde, con manchas de color gris en el extremo de sus plumas exteriores.

## Sistemática

### Descripción original
La especie T. chlorocercus fue descrita por primera vez por el ornitólogo británico John Gould en 1866 bajo el nombre científico Leucippus chlorocecus; su localidad tipo es: «alto río Ucayali, Perú».
El género Talaphorus fue propuesto por los ornitólogos franceses Étienne Mulsant y Édouard Verreaux en 1874, la especie tipo designada originalmente por monotipia es Leucippus chlorocercus, la presente especie.

### Etimología
El nombre genérico masculino «Talaphorus» se compone de las palabras del griego «talas» que significa ‘miserable’ y «phoros» que significa ‘llevar’, ‘cargar’; y el nombre de la especie «chlorocercus» se compone de las palabras del griego «khlōros» que significa ‘verde’ y «kerkos» que significa ‘cola’.

### Taxonomía
La presente especie fue descrita y estuvo históricamente colocada en el género Leucippus, hasta que los estudios filogenéticos de McGuire et al. (2014) demostraron que el género era polifilético; para resolver la polifilia del género, Stiles et al. (2017) propusieron la resurrección del género Talaphorus para la especie antes denominada Leucippus chlorocercus, y de Thaumasius, para las especies antes denominadas Leucippus baeri y L. taczanowskii.Estos cambios taxonómicos fueron reconocidos por el Comité de Clasificación de Sudamérica (SACC) en la Propuesta N.º 781.
Es monotípica.